# Joseph Offenbach
Joseph Offenbach, född Joseph Ziegler 28 december 1904 i Offenbach am Main, Kejsardömet Tyskland, död 15 oktober 1971 i Darmstadt, Västtyskland, var en tysk skådespelare. Offenbach som scendebuterade 1927 och filmdebuterade 1942 var på 1950-talet och 1960-talet en ofta förekommande skådespelare i tyska filmer och TV-produktioner.

## Filmografi, urval
- 1954 – Spionchefen Canaris
- 1955 – Autostradaligan
- 1955 – Djävulens general
- 1955 – Himmel utan stjärnor
- 1956 – Flykten västerut
- 1956 – Kuppen i Köpenick
- 1959 – Buddenbrooks – en familjs ära och förfall
- 1959 – Knallhård ungdom